# Гидроцера
Гидроцера (лат. Hydrocera) — род растений семейства Бальзаминовые (Balsaminaceae), состоящий из одного вида — Hydrocera triflora. Многолетние гидрофитные или болотные травы.

## Ботаническое описание
Многолетние гидрофитные травы. Стебли голый, прямостоячий или плавающий, до 1 м высотой, мясистый, разветвлённый; надводная часть зелёная, часто приобретает розоватый оттенок, подводная часть белая, около 4 мм в диаметре, с волокнистыми корнями.
Листья очерёдные, сидячие, короткочерешковые, в основании с парой желёз, адаксиальная, (верхняя) — тёмно-зелёная, абаксиальная бледно-зелёная; линейные или линейно-ланцетные, длиной от 10 до 20 см, шириной от 0,6 до 1,5 см, в основании клиновидные, по краю пильчатые, на верхушке острые или заострённые.
Соцветия кистевидные, 3—5-цветковые, на цветоносе, цветоножка от 1,2 до 3 см, с прицветниками. Прицветники опадающие, ланцетные, 6—9 мм, на верхушке заострённые. Околоцветник розовый или желтоватый, сложен из двух боковыхчашелистикиов, двух внутренних и одного нижнего (нижним становится после ресупинации), ладьевидного, и пяти свободных лепестков: верхний обратнояйцевидный (верхним становится после ресупинации), четыре боковых: верхние — эллиптические, нижние — узкие продолговатые. Тычинок пять, голые; пыльники двухлопастные. Завязь пятидольная, с двумя—тремя семязачатками в каждой доле, голая; пестиков пять.
Плод мясистая псевдоягода, пурпурно-красная при созревании, пятигнёздная, нераскрывающаяся. Семена по одному в гнезде, 0,8—1,0 см в диаметре, морщинистые.

## Ареал и климатические условия
Обитает в озёрах, болотах, на заболоченных лугах, на рисовых полях; в Китае в провинции Хайнань; а также в Индии, Камбодже, Индонезии, Лаосе, Малайзии, Мьянме, Шри-Ланке, Таиланде, Вьетнаме.

## Хозяйственное значение и применение
В коллекциях ботанических садов.